# ويليام ماثيو كيد
ويليام ماثيو كيد (بالإنجليزية: William Matthew Kidd) هو محامي وقاضي وسياسي أمريكي، ولد في 15 يونيو 1918 ببورنسفيل في الولايات المتحدة، وتوفي في 20 ديسمبر 1998 بمورغانتاون في الولايات المتحدة.